# Zombo.com
Zombo.com este un website single-serving (website cu o singură pagină concentrată pe un singur subiect) care a fost creata in 1998, când animația Flash a fost o tehnologie nouă. A fost original o glumă de student făcută de Centrul Universitații George Wahington pentru Dezvoltarea Profesională, site-ul parodiază paginile web introductive  care rulează in timp ce restul conținutului site-ului se încarcă. Zombo a luat conceptul la o extremitate umoristică, consistând dintr-o pagina introductivă lungă, care duce către un mesaj care spune, ,,Înscrie-te la NewZLetter''; (engleză: "Sign Up For The NewZLetter"), Z-ul fiind roșu.
Website-ul a rămas neschimbat de la lansarea sa publica in 1999.

## Conținutul
Zombo.com consistă dintr-o pagină „goală", un titlu colorat, si o animație Flash reprezantând 7 discuri colorate pulsând, facându-le să pară de parca s-ar învârti. Site-ul conține, de asemenea, un clip audio, în care un om urează bine venit vizitatorului la „Zombocom", repetându-se pe termen nelimitat.
După un timp, opțiunea pentru a te înregistra la „newZletter" apare. Asta e continuarea glumei, fiind, de fapt, un link catre http://www.zombo.com/join1.htm care îi spune cititorului ca aceasta opțiune nu este încă valabilă. Acest text (newZletter) este un mesaj ca și unul de mulțumire scris pentru stârnirea umorului, conceput în același fel ca și mesajul „ThankZ for your patience."
Markup-ul HTML al site-ului conține, de asemena, comentariul „Please Visit http://www.15footstick.com our other website. ThankZ" care duce către un website de parodie vechi. 

## Popularitatea
Producatorul de jocuri video, Bill Roper, si artistul, Dave Rowntree, fiecare au listat Zombo ca website-ul lor favorit; Rowntree explica „cred ca [zombo.com] parafrazează netul. Iți promite lumea, dar furnizează un pic de animație cu o cloană sonoră neplacută!" Animatorul de web, Joel Veitch a ales Zombo.com ca cel mai inutil website, deoarece „nu face nimic, exeptând să-ți spună cât de minunat e." Ian McClelland, fiind recent director general al Guardian Australia, dar în același timp, Producător Senior pentru Cartoon Network, a menționat, de asemena, Zombo.com ca fiind cel mai inutil website în aceași coloană acum 2 ani „Complet inutil, absolut genial". Mark Sullivan de la PC World a listat Zombo între site-urile cele mai nefolositoare de pe internet, încheind cu „Păi, de fapt, nimic nu se întâmplă la zombo.com." Samela Harris de la The Advertiser numește Zombo.com ca „cel mai primitor website de pe internet" si Daryl Lim de la Digital Life numește Zombo.com ca „extremul irositor de timp". O listare in The Australian spune, „Zombo.com are doar o singură glumă, dar e una bună."
4 septembrie 2013, Matthew Inman, creatorul webcomicului „The Oatmeal", a listat Zombo.com ca site-ul lui favorit ]intr-un interview cu Runner's World.
3 may, 2016, Jesse Thorn a făcut Zombo.com să fie outshot-ul lui.